# Fiskekriget mellan Kanada och Spanien
Fiskekriget mellan Kanada och Spanien var en internationell fiskekonflikt 1995 mellan Kanada och Spanien. Kanada fick stöd av Storbritannien och Irland, medan Spanien fick stöd från övriga EU, flera länder på europeiska kontinenten, och Island.
Kanada hävdade att spanska industrifiskebåtar fiskade ut vattnen utanför Newfoundland.